# Bettoncourt
Bettoncourt ([bɛtɔ̃ˈkuʁ] ) ist eine französische Gemeinde mit 91 Einwohnern (Stand: 1. Januar 2022) im Département Vosges in der Region Grand Est. Sie gehört zum Arrondissement Neufchâteau (bis 2024 Arrondissement Épinal) und ist Mitglied im Gemeindeverband Communauté de communes de Mirecourt Dompaire. Die Bewohner werden Bettoncourtiens und Bettoncourtiennes genannt.

## Geografie
Die Gemeinde Bettoncourt liegt etwa 40 Kilometer südlich von Nancy und 40 Kilometer nordwestlich von Épinal, unweit der Grenze zum Département Meurthe-et-Moselle. Die nächstgelegenen Kleinstädte sind Mirecourt in sieben und Charmes in zwölf Kilometern Entfernung. Der Mosel-Zufluss Madon bildet die nordwestliche Gemeindegrenze. Südwestlich und nordöstlich des Ortes Bettoncourt fließen die Bäche Le Hainvau und Le Xouillon in den Madon. In den Mündungsbereichen weitet sich das Madontal. Das Gelände steigt nach Südosten hin sanft zu einer Hochfläche an, die das Madontal um über 100 Meter überragt. Der Gemeindeanteil am Waldgebiet dieser Hochfläche beträgt etwa 20 ha. Außer einem weiteren schmalen Waldstreifen im Norden der Gemeinde besteht das 3,18 km² umfassende Gemeindeareal vorwiegend aus Acker- und Wiesenland. Nachbargemeinden von Bettoncourt sind Vomécourt-sur-Madon im Norden, Gircourt-lès-Viéville im Osten, Mazirot im Süden, Chauffecourt im Südwesten sowie Ambacourt im Westen.

## Geschichte
Der Ort Betoncourt tauchte 1232 erstmals in einer Urkunde als Teil der Vogtei von Mirecourt auf.

### Bevölkerungsentwicklung
| Jahr      | 1962 | 1968 | 1975 | 1982 | 1990 | 1999 | 2006 | 2012 | 2022 |
| Einwohner | 111  | 118  | 106  | 97   | 104  | 125  | 100  | 87   | 91   |

Im Jahr 1836 wurde mit 242 Bewohnern die bisher höchste Einwohnerzahl ermittelt. Die Zahlen basieren auf den Daten von cassini.ehess und INSEE.

## Sehenswürdigkeiten
- Kirche Saint-Matthieu

|  |  |  |

## Wirtschaft und Infrastruktur
Bettoncourt konnte seinen Charakter als Bauerndorf erhalten. In der Gemeinde sind vier Landwirtschaftsbetriebe ansässig (Milchwirtschaft, Pferde- und Rinderzucht).
In der Gemeinde befindet sich ein Seniorenheim.
Durch Bettoncourt führt die Fernstraße D 55 von Mirecourt nach Charmes mit einem Anschluss an die autobahnähnliche RN 57 (Metz–Nancy–Épinal). Der nächste Bahnhof befindet sich in der nahen Kleinstadt Mirecourt an der Bahnlinie Nancy–Dijon.

## Belege
1. ↑  Bettoncourt auf cassini.ehess
2. ↑  Bettoncourt auf INSEE
3. ↑  Landwirtschaftsbetriebe auf annuaire-mairie.fr (französisch)